# Hadena podolica
Hadena podolica är en fjärilsart som beskrevs av Kremky 1937. Hadena podolica ingår i släktet Hadena och familjen nattflyn. Inga underarter finns listade i Catalogue of Life.